# Sail On, Sailor
«Sail On, Sailor» (с англ. — «Плыви, моряк») — песня американской рок-группы The Beach Boys в альбоме Holland 1973 года. Музыка написана Ван Дайк Парксом, Брайаном Уилсоном и Тандыном Алмером, в то время как авторами текста стали Рэй Кеннеди и Джек Райли. Вокалистом в песне является Блонди Чаплин, что делает ее одной из немногих известных песен группы, которую поют не Майк Лав, Брайан Уилсон или Карл Уилсон. Песня была выпущена в качестве сингла в 1973 году, с «Only with You» на обратной стороне и заняла 79-е место в чарте синглов Billboard. Когда песня была переиздана в 1975 году (снова с «Only with You»), она заняла более высокое место в чарте — 49-е.
Сам Брайан Уилсон позднее заявлял, что это единственная песня группы, которая не нравится ему категорически. Тем не менее, для составления сборника Classics Selected by Brian Wilson, Уилсон выбрал эту песню в качестве дополнения, сказав: «Мне нравится, как эта песня заводит». По словам биографа группы Джона Стеббинса, эта песня «является, возможно, единственным любимцем из репертуара The Beach Boys, который до сих пор имеет хождение в форматах классического рока и альбомного рока на FM-радио в наши дни».

## История создания

### Первоначальная версия и демо-запись
Ван Дайк Паркс, бывший на тот момент директором аудиовизуальных услуг в Warner Bros. Records, рассказывал о своей мотивации для написания песни: «Я оторвал его от ясного голубого неба и в какой-то момент он сказал: „Давайте напишем песню“. Гораздо лучше, чем когда он смотрит на ангелов в собственной кровати и пишет песни про них». Позже, он поделился более подробным описанием обстоятельств:

Группа работала над пластинкой для лейбла Warner Bros. Мо Остин сильно надеялся на новую пластинку и предположил, что моя работа с Брайаном может подтолкнуть его к схожим творческим высотам, которые были достигнуты в Smile. Мо был поражен тем, что Брайан не принимает участия в работе над альбомом, и, чувствуя себя несколько обманутым, решил, что я должен продвинуться дальше, поскольку во многом именно я был причиной приверженности группе со стороны лейбла.
Оригинальный текст (англ.)The entire group [had been] working on a record for delivery to the Warner Bros. label. Mo Ostin held great expectations for that record and suggested that my working with Brian again might goad him to similar creative heights we had reached in Smile. Mo was astonished that Brian wasn't participating in the album, and feeling somewhat deceived, thought I should step forward, as I was in large part the reason for their commitment to the group.

Паркс назвал себя основным композитором «Sail On, Sailor», добавив: «Я пришел к Брайану с моим новым магнитофоном, предложил название песни и напел интервалы, а он отладил остальную часть песни». В 2002 году Уилсон сказал об этой песне: «Ван Дайк действительно вдохновил меня на эту песню. Изначально мы работали над ней вдвоём, а потом остальные участники включились в процесс. К тому времени, когда The Beach Boys записали ее, текст уже был изменён. Но мне нравится, как эта песня зажигает».
Существует 15-минутная кассетная запись, на которой Паркс и Уилсон пишут песню на личном фортепиано Уилсона. По словам Паркса, «из содержания записи видно, что я был автором слов и музыкальных интервалов к „Sail On, Sailor“. Также ясно, что я придумал бридж и научил Брайана тому, как сыграть его». Биограф Тимоти Уайт процитировал описание содержания записи, сделанное анонимным источником: «Брайан играл эту песню на пианино. Это были совершенно другие слова. Он поет другие слова, гораздо лучшие слова». Лирические отрывки, которые не были использованы, включали в себя следующие строчки: «Наполни свои паруса стойкостью / И оседлай ее бурные волны / Тебе нужно плыть дальше, плыть дальше, моряк».
Согласно одному из сообщений, кассетная запись начинается с следующего сообщения:

Паркс: Брайан, ты должен кое-что сделать для меня. Я хочу, чтобы ты сел за пианино и написал для меня песню. Текст, мелодия, всё что угодно. Я хочу, чтобы ты сделал это прямо здесь.
Уилсон: Я сделаю для тебя всё что угодно, но сделаешь ли ты что-нибудь для меня?
Паркс: Я сделаю для тебя всё что угодно, Брайан.
Уилсон: Эй, ты должен убедить меня, Ван Дайк, что я не сумасшедший. Загипнотизируй меня, чтобы я думал, что я не сумасшедший. Убеди меня, что я не сумасшедший.
Паркс: Брось это к чёрту, Брайан. Я хочу, чтобы ты написал эту мелодию прямо сейчас.
По другим данным, в содержании пленки приводится несколько иной разговор:

Уилсон: Загипнотизируй меня, Ван Дайк.
Паркс: Брось это к чёрту, Брайан. Ты пишешь песни, вот что ты делаешь, и я хочу, чтобы ты взял и написал для меня песню.
Уилсон: Загипнотизируй меня, Ван Дайк, заставь меня поверить, что я не сумасшедший. Убеди меня, что я не сумасшедший.
Паркс: Кончай с этим, Брайан, играй мелодию.
Уилсон: Как называется мелодия?
Паркс: Sail On, Sailor.
Позднее Паркс признается: «Это был тяжелый момент как для Брайана, так и для меня самого. Я просто пришел посмотреть, как он себя чувствует, и ему было нехорошо. Конечно, по этой песне этого не скажешь, потому что она выражает большую надежду, но она появилась в довольно трудное время». Далее он вспоминал: «Это был редкий визит. За пять дней, проведённых в этом доме, у меня вышла одна песня». Когда в 1976 году Уилсона спросили о его высказываниях на пленке, он ответил: «Я был настроен серьёзно. Раньше я думал, что я сумасшедший. С тех пор как у меня появился доктор, я стал гораздо более здравомыслящим».
По словам Паркса, позднее он «убрал кассету и затаился», так как «хотел избежать повторного вовлечения в междоусобные групповые разборки». По состоянию на 2006 год Паркс не знал о точном местонахождении кассеты, поскольку он передал её компании Warner Bros. в 1972 году. Впоследствии четырёхминутная версия кассетной записи была выпущена на бокс-сете Sail On Sailor – 1972.

### Вариации
Биограф группы Питер Эймс Карлин утверждает, что песня была написана Уилсоном и Парксом в 1971 году, в то время текст Кеннеди и Алмера относится к периоду джем-сейшенов в доме Дэнни Хаттона, вокалиста группы Three Dog Night.
Уилсон сказал в интервью 2007 года:

Однажды я был у Дэнни Хаттона в гостях. Мы с Тандыном Алмером написали песню «Sail On, Sailor» на электронном пианино Wurlitzer, а Рэй Кеннеди тоже присутствовал и тоже стал писать текст. «Рэй, я и не знал, что ты можешь писать тексты». «Продолжай играть! Продолжай играть!» Мы написали её примерно за полтора или два часа. Позднее Ван Дайк Паркс подправил песню.
Оригинальный текст (англ.)I was at Danny Hutton’s one time. Tandyn Almer and I wrote a song, «Sail On, Sailor» […] on a Wurlitzer electric piano and Ray Kennedy was there and started writing some lyrics. «Ray, I didn’t know you could write lyrics. Keep playing! Keep playing!» We wrote the thing in about an hour and a half or two hours. Later, Van Dyke Parks tweaked it a little bit

Кеннеди вспоминал, что изначально «Sail On, Sailor» предназначалась Уилсоном специально для группы Three Dog Night, и что он написал ее вместе с Уилсоном всего за три дня:

Мы пришли и записали основные треки с группой; мы не спали где-то неделю. Потом Брайан пришёл с лезвием, разрезал кассеты и сказал: «Только Рэй Кеннеди или Ван Дайк Паркс могут исполнить эту песню». А затем он ушёл. Мы все стояли и смотрели друг на друга, говоря: «Что?». После этого он звонил мне постоянно, а я не хотел разговаривать с ним. Три или четыре года спустя я услышал её по радио и спросил: «Кто это?».
Оригинальный текст (англ.)We went in and cut the basic tracks with Three Dog Night; we hadn’t slept in about a week. Then Brian got up with a razor blade and cut the tapes and said, «Only Ray Kennedy or Van Dyke Parks can do this song». And he left. We all stood there looking at each other going, «What?» He called me every day after that, and I wouldn’t talk to him. Three or four years later, I heard it on the radio and went, «Who’s that?»

Джек Рили, который был менеджером группы на тот момент, заявлял, что когда руководители Warner Bros. сообщили ему про данную песню, он вылетел из Голландии в Лос-Анджелес и, остановившись в гостинице Holiday Inn, придумал новый текст, который «отражал то состояние, когда я чувствовал себя „потерянным, как канализационная крыса, одиноким, но я плыву…“ из-за того, что мне пришлось лететь в Лос-Анджелес». Позже Кеннеди подал в суд, чтобы его признали со-автором песни. По словам Паркса, после судебного разбирательства «мое имя и участие оказались забыты, а в некоторых последующих случаях я вообще не получал никаких роялти». Уилсон, Алмер и Паркс официально указаны как композиторы, а Рили и Кеннеди — как авторы текстов.

## Производство

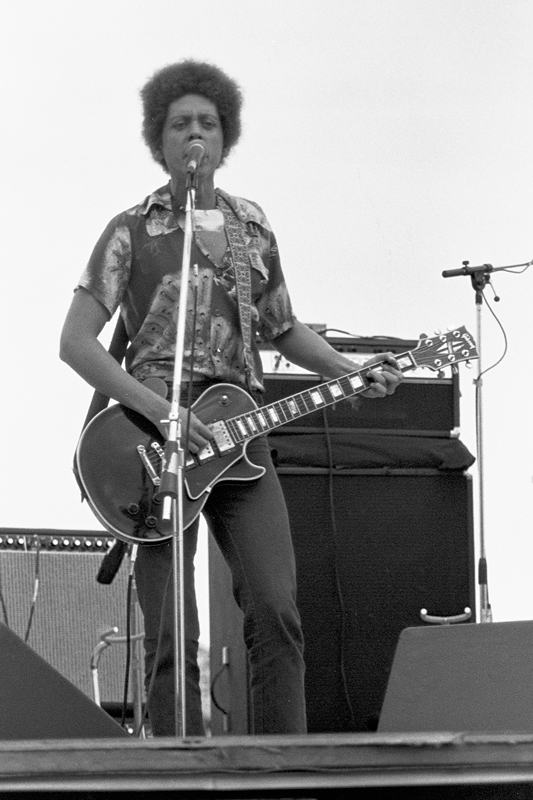
Ведущий вокалист Блонди Чаплин

В октябре 1972 года компания Warner отклонила первоначальную версию альбома Holland, в которой песня We Got Love была открывающей, из-за отсутствия потенциального хит-сингла. По словам Паркса, «альбом прибыл в офис в Бербанке, и все сотрудники A&R, промоушена и дистрибуции сошлись во мнении, что альбом „не подлежит релизу“». Как пишет биограф группы Тимоти Уайт:

В то время как альбом находился в подвешенном состоянии, а страсти накалялись, один из деловых партнеров, который хотел разрешить проблему, решил связаться с несколькими людьми, близкими к Брайану, в надежде, что можно убедить Брайана сочинить выигрышный сингл, который подходил бы для включения в альбом. Среди тех, к кому он обратился, был Ван Дайк Паркс. Говорят, что Паркс появился в офисе руководства компании Warner-Reprise через несколько минут после того, как ему позвонили, держа кассету с песней под названием «Sail On Sailor», которую Брайан впервые набросал в начале 1970-х годов.
Оригинальный текст (англ.)With Holland in limbo and tempers flaring, a business associate close to the problem decided to contact several people near Brian in the hope that Brian either had composed or could be induced to compose a surefire single suitable for inclusion on the album. Among those approached was Van Dyke Parks. Parks was said to have shown up in the executive offices of Warner-Reprise "minutes" after he was telephoned, carrying a cassette of a song called "Sail On Sailor," which Brian had first drafted in the early 1970s.

После обсуждения с руководителями Warner, Паркс сказал, что у него есть кассетная запись «Sail On, Sailor», и предложил записать эту песню в качестве заглавной песни альбома. Затем лейбл потребовал от Beach Boys отказаться от слабейшей, по мнению компании, песни («We Got Love») и заменить его этой песней. По воспоминаниям Райли:

Мы прислали Holland в Warner Bros, а я по-прежнему был в Голландии. Брайан как раз возвращался в Штаты, когда Дэвид Берсон из Warners сказал: «Джек, на этом альбоме есть прекрасная музыка, но Ван Дайк Паркс рассказал нам, что ты упустил из вида одну песню». Ван Дайк услышал раннюю версию того, что стало известно как «Sail On, Sailor», и восторгался по её поводу. Он сказал Мо Остину и Дэвиду Берсону, что я утаиваю великую песню. Я не понял, о чем он говорит, поэтому я позвонил Брайану, но тот вначале тоже ничего не понял.
Оригинальный текст (англ.)We delivered Holland to Warner Bros and I was still in Holland. Brian was in transit back to the States when David Berson from Warners said, "Jack, there’s some gorgeous music on this album but Van Dyke Parks is telling us that you’re holding back a song." Van Dyke had heard an early skeletal version of what later became 'Sail On, Sailor' and raved about it to Warners. He told Mo Ostin and David Berson that I was holding back a great song. I didn't have a clue what he was talking about so I called Brian, and at first he didn’t have an idea either.

Биограф группы Стивен Гейнс писал:

По иронии судьбы, когда Мо Остин и Дэвид Берсон сказали группе, что хотели включить «Sail On, Sailor» в альбом Holland и выпустить её в качестве сингла, то стало просто невозможно затащить Брайана в студию. Когда Брайан всё же взялся за работу, он начал, как обычно, тянуть время, возиться с песней, пытаясь довести её до идеала, как это было с Good Vibrations и Smile. В конце концов, в какой-то момент остальные участники группы просто не пустили Брайана в студию для работы.
Оригинальный текст (англ.)Ironically, when Mo Ostin and David Berson told the group they wanted to put «Sail on Sailor» on the Holland album and release it as a single, it became impossible for them to get Brian into the studio. When Brian finally got around to working, he started his usual procrastination, tinkering with the song, trying to make it perfect, as he had with «Good Vibrations» and Smile. Finally, the rest of the group did not allow Brian into the studio to work on it at all.

В итоге группа записала песню на студии Village Recorders 28 ноября 1972 года. Карл Уилсон выступил в роли продюсера. Брайан вспоминал, что был «вопиюще некомпетентен» в работе над песней и что он не явился на сессию. Рики Фатаар вспоминал: «Я помню, как Карл звонил Брайану, чтобы сказать: „Это правильный аккорд?“ и „Что это за грув?“. Брайан сидел дома и разъяснял нам по телефону, что мы должны делать с песней. Он придумал, что Карл должен сыграть партию, похожую на сигнал SOS, азбуку Морзе… „Дрр-дрр-дрр… дрр-дрр-дрр“. Карл пошёл и сыграл её, и это было как раз то, что нужно».
Первым вокал попытался исполнить Деннис Уилсон, который спел его всего один раз, после чего он ушёл заниматься сёрфингом. Карл был следующим, кто попытался исполнить вокал, но его голос также не подходил к музыкальному треку. Наконец, он предложил Блонди Чаплину сделать попытку. После двух дублей Карл решил, что вокал Чаплина станет ведущим. Блонди Чаплин, который принимал участие в записи песни, вспоминал сессию следующим образом:

«Мы записывали альбом, а я записал вокал. Деннис хотел попробовать, однако не захотел этого делать, или он захотел позаниматься сёрфингом, что абсолютно верно. Карл пробовал пару раз сам. Потом он попросил меня записать вокал. У меня было такое чувство, что он с самого начала хотел, чтобы именно я сделал бы это. Просто она проходила через различные стадии производства. Так что я проделал всё несколько раз, и вот то, что получилось. Получился просто медленный блюзовый шаффл. Вот и всё».
Оригинальный текст (англ.)We did the recording there, and I did the vocal. Dennis [Wilson, the late Beach Boys drummer] was going to try, but he didn’t want to do it, or he had to go surfing, which is absolutely true. Carl [Wilson, the late Beach Boys lead guitarist] took a pass a couple of times. Then he asked me to do it. I had a feeling he wanted me to do it to begin with. It just went through different stages. So, I did it a couple of times, and that’s what everybody hears. It’s just a slow blues shuffle. That’s all it is.

## Выпуск
«Sail On, Sailor» была выпущена в качестве лид-сингла альбома Holland в феврале 1973 года, с «Only with You» на обратной стороне и заняла 79-е место в чарте Billboard Hot 100. Когда песня была снова издана снова в марте 1975 года (также с «Only with You»), она заняла более высокое место в чарте — 49-е.
В Великобритании, «Sail On, Sailor» была выпущена в качестве сингла в июне 1975 года, однако не попала в чарты. Несмотря на то, что автор песен Тони Ашер, который был ответственен за большую часть текстов альбома группы Pet Sounds, не любил дальнейшее творчество группы, он оценил данную песню как «просто прекрасную».

## Персонал
Кредиты предоставлены от Крейга Словински, Джона Броуда, Уилла Крерара и Джошилин Хойзингтон.
The Beach Boys:
- Блонди Чаплин — вокал, бэк-вокал, бас-гитара
- Майк Лав — бэк-вокал
- Карл Уилсон — бэк-вокал, пианино, электронное пианино Wurlitzer[англ.], электрическая гитара, орган Хаммонда, синтезаторы фирмы ARP Odyssey[англ.], продюсер
- Рики Фатаар[англ.] — барабаны, бэк-вокал

Дополнительные музыканты:
- Джерри Бекли[англ.] — бэк-вокал
- Кевин Майклз — тамбурин

## Недельные чарты
| Чарты (1973)                    | Наив. поз. |
| ------------------------------- | ---------- |
| Канада (RPM Adult Contemporary) | 52         |
| США (Billboard Hot 100)         | 79         |
| США (Cashbox Hot 100)           | 96         |
| Нидерланды                      | 73         |

| Чарты (1975)             | Наив. поз. |
| ------------------------ | ---------- |
| США (Billboard Hot 100)  | 49         |
| США (Cashbox Hot 100)    | 62         |
| Канада (RPM Top Singles) | 73         |

## Комментарии
1. ↑  На оригинальных изданиях песня указывалась с пунктуационной ошибкой, как «Sail On Sailor»
2. ↑  На языке оригинала они звучат следующим образом: с англ. Fill your sails with fortitude / and ride her stormy waves / You’ve got to sail on, sail on, sailor
3. ↑  Однако, во вкладыше к переизданию Holland, которое вышло в 2000 году, Скотт Маккоги[англ.] сказал, что песня была написана Уилсоном вместе с Алмером и Кеннеди, и что Паркс «структурировал песню и добавил миддл-эйт», а Рили в последнюю минуту внёс изменения в текст. В 2015 году Уилсон вспоминал, как «писал песню «Sail On, Sailor» с парнем по имени Рэй Кеннеди. Я написал музыку, а он написал текст».